# 中原助之
中原 助之（なかはら すけゆき、嘉永2年5月1日（1849年6月20日） - 明治19年（1886年）9月23日）は、日本の武士（吉敷毛利家家臣）、官吏。幼名を寿之助といい、長じて後も近所の人は「寿之助様」と呼び、親戚の長老たちは「ジュノさん」と愛称した。
詩人中原中也の実祖父。

## 経歴
吉敷毛利家の家臣で「新家中原家」の5代目・中原周助、小藤の長男として生まれる。父周助は吉敷毛利家家臣粟屋与一左衛門の次男として生まれ、「新家中原家」の4代目韋甫仲佩が福岡に没した文政10年（1827年）に中原家の養子となって入家し、家督を継いだ。周助は中原家の家職である礼式をもって吉敷御殿に勤仕し、同時に憲章館で礼式を教授した。
吉敷毛利家で小姓をつとめ、傍ら郷校憲章館で学んだ。
上京して英語を学び、明治9年（1876年）工部省に就職する。鉄道局在職中は通訳、翻訳などの仕事を担当した。明治19年（1886年）9月23日、横浜の鉄道官舎の近く近藤病院で亡くなる。法名寛応院諦道義範居士。

## 家族・親族

### 中原家
中原家は代々吉敷毛利家の家臣だった。「中原五族」の一つとして「新家中原家」とよばれた。「新家中原家」は｢本宗中原家」の3代目で分かれた「田中中原家」からさらに5代目で分かれた中原喜兵衛介之を祖とする。初代中原喜兵衛介之は「田中中原家」4代目中原太郎兵衛の次男として生まれた。兄孫右衛門が「田中中原家」を嗣いで間もなく初代となって「新家中原家」を設け、大慈院殿（吉敷毛利家の毛利元直）に仕えて礼式をつかさどった。喜兵衛は宝暦10年（1760年）小笠原流の免許皆伝をうけた。以後「新家中原家」は明治維新まで礼式の家だった。
- 父・周助（吉敷毛利家家臣粟屋与一左衛門の次男、中原家の養子）
- 母・小藤（中村仲助の次女）
- 弟・政熊、清四郎、資一（吉敷毛利家家臣中村源六の養子となる）
- 妻・スエ（吉敷毛利家家臣小野勝治の次女、旧毛利萩本藩士で税務署長・引頭祐一の後妻）
- 長女・曻
- 次女・フク（軍医野村謙助に嫁す）
- 長男・大助